# Trapped by the Mormons
Trapped by the Mormons er en britisk stumfilm fra 1922 af H. B. Parkinson.

## Medvirkende
- Evelyn Brent som Nora Prescott
- Louis Willoughby som Isoldi Keene
- Ward McAllister som Elder Kayler
- Olaf Hytten som Elder Marz
- Olive Sloane som Sadie Keane
- George Wynn som Jim Foster
- Cecil Morton York som Mr. Prescott